# Harald Pignatelli

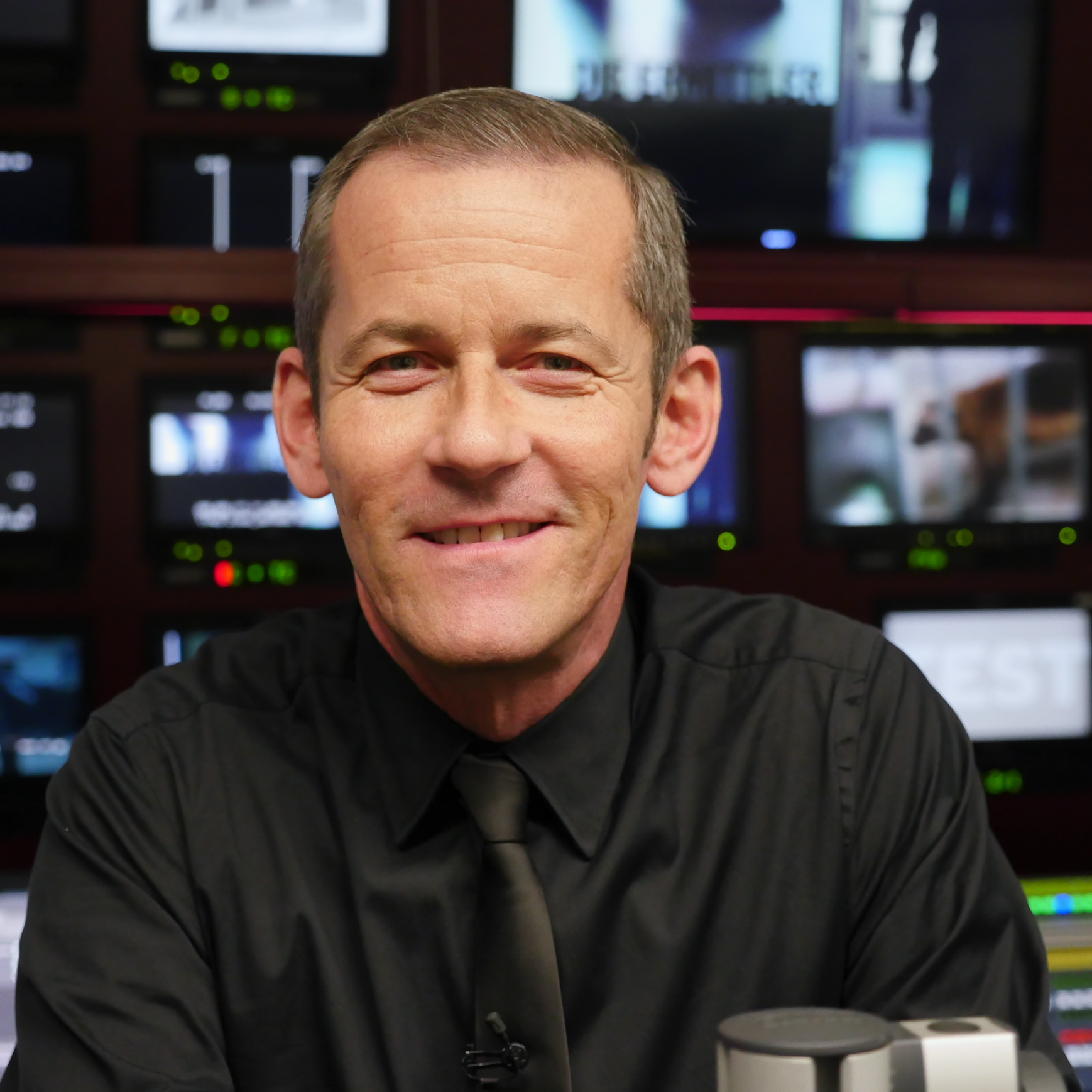
Harald Pignatelli 2016 im Regieraum des rbb-Fernsehens in Potsdam-Babelsberg

Harald Pignatelli (* 3. September 1962 in Berlin) ist ein deutscher Moderator.

## Leben
Pignatelli wuchs als Kind einer italienisch-deutschen Familie in West-Berlin auf. Nach dem Abitur folgte eine Ausbildung zum Einzelhandelskaufmann, danach studierte er von 1990 bis 1995 Kunstgeschichte und Italienisch an der Freien Universität Berlin und verbrachte mehrere Jahre in Italien. Nach dem Studium wurde er Moderator im ZDF, ehe er zum Sender Freies Berlin (seit 2003 RBB) wechselte, um dort das Abendjournal Binfo zu moderieren. Ab Mitte der 1990er Jahre war er Ansager im bundesweiten ARD-Vorabendprogramm.

## Moderation
- Endlich Ferien (Kindersendung)[2]
- Das Berlin Quiz (2001–2003)
- zibb (RBB-Vorabendprogramm, seit 2003) mit wechselnden Partnerinnen (Madeleine Wehle, Angela Fritzsch, Britta Elm)
- AIDS-Gala im Theater des Westens
- Gabi Decker and friends (Travestie-Show)
- UNICEF-Weltkindertag
- Hoffest des Regierenden Bürgermeisters (eine auf Öffentlichkeit zielende Sommerveranstaltung der Berliner Landesregierung, die vom RBB regelmäßig übertragen wird).
- Podiumsdiskussion „Make LGBTIQ safe again – was tun Schweden und Deutschland gegen trans- und homophober Gewalt?“ in der schwedischen Botschaft Berlin in Zusammenwirken mit VelsPol Berlin-Brandenburg (17. Mai 2019)

## Darsteller
- ZDF-Krimireihe Der letzte Zeuge
- Im Netz (ZDF)
- Wilde Engel (RTL)
- Werbekurzfilme

## Sonstiges
Pignatelli ist UNICEF-Botschafter und leitete die Öffentlichkeitsarbeit von Kinderleben, einem Verein zur Förderung der Tagesklinik für krebskranke Kinder in der Charité-Klinik in Berlin.